# سوبر ماريو برذرز (فلم)
سوبر ماريو برذرز (بالإنجليزية: Super Mario Bros)، هو فيلم أمريكي من نوع خيال علمي وأكشن والكوميديا، عرض الفيلم سنة 1993م ووصلت ميزانيته نحو 48 مليون دولار أمريكي، ووصل الإيرادات نحو 20.9 مليون دولار أمريكي، من بطولة بوب هوسكينز وجون ليجويزامو ودينيس هوبر، وهو مقتبس من لعبة فيديو الشهيرة سوبر ماريو برذرز بترخيص من الشركة اليابانية الأم نينتندو.